# 2011年徳島県知事選挙
2011年徳島県知事選挙（2011ねんとくしまけんちじせんきょ）は、2011年（平成23年）4月10日に執行された徳島県知事を選出するための選挙。第17回統一地方選挙の日程で行われた。

## 概要
現職の飯泉嘉門の任期満了に伴う知事選挙。3選を目指す現職の飯泉に対し、共産党公認の山本千代子が挑む、前回の知事選と同じ顔触れによる一騎討ちとなった。主な争点は、2期8年の飯泉県政への評価など。
各党の対応は、共産党が党公認候補として山本を擁立。飯泉は今回の知事選では政党の推薦を求めなかったため、過去2回の知事選で飯泉を推薦した自民・公明両党は実質支援の体制を整えた。候補者擁立を目指していた民主党は擁立を断念し、自主投票とした。社民党・みんなの党も自主投票を決めた。
また、県議会の自民・公明系の会派が前回と同様に飯泉を推薦。また、民主系の会派も飯泉を推薦し、県連との対応が分かれた。

## 選挙データ

### 告示日
- 2011年（平成23年）3月24日

### 執行日
- 2011年（平成23年）4月10日
- 当日の投票時間帯:
- 期日前投票:3月25日～4月9日

### 同日選挙
- 徳島県議会議員選挙（4月1日 告示）[5]

## 立候補者
3月24日の立候補届出締め切りまで立候補を届け出たのは以下の2名である。立候補届け出順。
| 候補者名（読み）               | 年齢 | 新旧 | 党派                          | 肩書き           |
| ------------------------------ | ---- | ---- | ----------------------------- | ---------------- |
| 山本千代子 （やまもと ちよこ） | 62   | 新   | 日本共産党                    | 共産党県常任委員 |
| 飯泉嘉門 （いいずみ かもん）   | 50   | 現   | 無所属 （自民党・公明党支援） | 徳島県知事       |

### 選挙のタイムライン
- 2010年11月26日 - 飯泉が県議会で、3選に向けて出馬することを表明[7]。
- 2011年1月21日 - 共産党が党公認候補として山本の擁立を正式決定[1]。
- 2011年2月13日 - 民主党県連は徳島市内で幹事会を開き、独自候補擁立を断念し、自主投票とすることを決定[3]。
- 2011年3月8日 - みんなの党県本部が、自主投票を決定[4]。
- 2011年3月24日 - 告示。現職と新人による一騎討ちに[2]。
- 2011年4月10日 - 投開票。

## 選挙結果

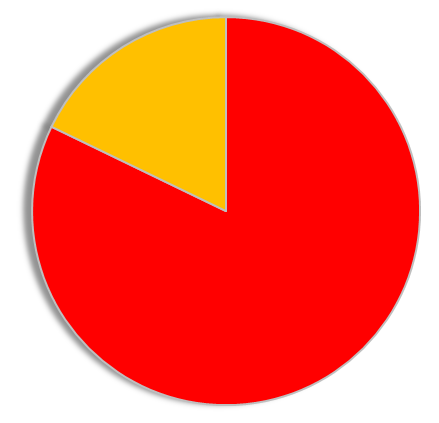
各候補の得票率（得票数の多かった順）

投票率は50.55%で、前回2007年の56.51%を下回り、東日本大震災による自粛ムードもあり選挙戦は盛り上がりに欠け、投票率は伸び悩んだ（前回比 -5.96%）。当日の有権者数は64万8261人で投票者数は32万7705人であった。
候補者別の得票数の順位、得票数、得票率、惜敗率、供託金没収概況は以下のようになった。供託金欄のうち「没収」とある候補者は、有効投票総数の10%を下回ったため全額没収された。惜敗率は未発表のため暫定計算とした（小数3位以下四捨五入）。
|        | 順位   | 候補者名    | 党派       | 新旧   | 得票数  | 得票率 | 惜敗率 | 供託金 |
| ------ | ------ | ----------- | ---------- | ------ | ------- | ------ | ------ | ------ |
| 当選   | 1      | ■飯泉嘉門   | 無所属     | 現     | 262,240 | 82.17% | ----   |        |
|        | 2      | ■山本千代子 | 日本共産党 | 新     | 56,887  | 17.83% | 21.69% |        |
| 無効票 | 無効票 | 無効票      | 無効票     | 無効票 | 8,362   |        |        |        |

現職の飯泉は、経済雇用対策など2期8年の実績をアピールし、支持を拡大。前回と同じ顔触れの選挙を制し、3選を果たした。山本は、県政刷新を掲げたが、支持を広げられず及ばなかった。